# Anri Kawamura
Anri Kawamura (* 15. Oktober 2004 in Tokio) ist eine japanische Freestyle-Skierin. Sie startet in den Buckelpisten-Disziplinen Moguls und Dual Moguls.

## Werdegang
Kawamura startete international erstmals im April 2019 bei den Juniorenweltmeisterschaften in Chiesa in Valmalenco. Dort wurde sie Neunte im Dual Moguls und Sechste im Moguls. Zu Beginn der Saison 2019/20 nahm sie in Ruka erstmals am Weltcup teil und belegte dabei den zweiten Platz im Moguls-Wettbewerb. Es folgten sechs Top-Zehn-Platzierungen und zum Saisonende den 26. Platz im Gesamtweltcup und den siebten Rang im Moguls-Weltcup. Im Februar 2020 wurde sie in Tazawako japanische Meisterin im Moguls.

## Erfolge

### Weltcupwertungen
| Saison  | Gesamt | Gesamt | Moguls | Moguls |
| Saison  | Platz  | Punkte | Platz  | Punkte |
| ------- | ------ | ------ | ------ | ------ |
| 2019/20 | 26.    | 34,4   | 7.     | 344    |

### Juniorenweltmeisterschaften
- Chiesa in Valmalenco 2019: 6. Moguls, 9. Dual Moguls

### Weitere Erfolge
- 1 Japanische Meistertitel (Moguls 2020)